# آلان برنارد (سباح)
آلان برنارد (بالفرنسية: Alain Bernard )‏ (1 مايو 1983 – ) هو سباح، من فرنسا، مثّل بلاده في الألعاب الأولمبية الصيفية 2012، وسباحة في الألعاب الأولمبية الصيفية 2008 – رجال 100 متر حر ‏، وSwimming at the 2008 Summer Olympics – Men's 4 × 100 metre freestyle relay ‏، وسباحة في الألعاب الأولمبية الصيفية 2008 – رجال 50 متر حر ‏، والألعاب الأولمبية الصيفية 2008، وسباحة في الألعاب الأولمبية الصيفية 2012 – رجال 4 × 100 متر سباحة حرة تناوب ‏.

## وصلات خارجية
- آلان برنارد على موقع ميوزك برينز (الإنجليزية)
- آلان برنارد على موقع الاتحاد الدولي للسباحة (الإنجليزية)
- آلان برنارد على موقع SwimRankings.net (الإنجليزية)
- آلان برنارد على موقع قاعة مشاهير السباحة العالمية (الإنجليزية)
- آلان برنارد على موقع اللجنة الأولمبية الدولية (الإنجليزية)
- آلان برنارد على موقع أوليمبيديا (الإنجليزية)
- آلان برنارد على موقع اللجنة الأولمبية الفرنسية (مؤرشف) (الفرنسية)